# 迪森霍芬

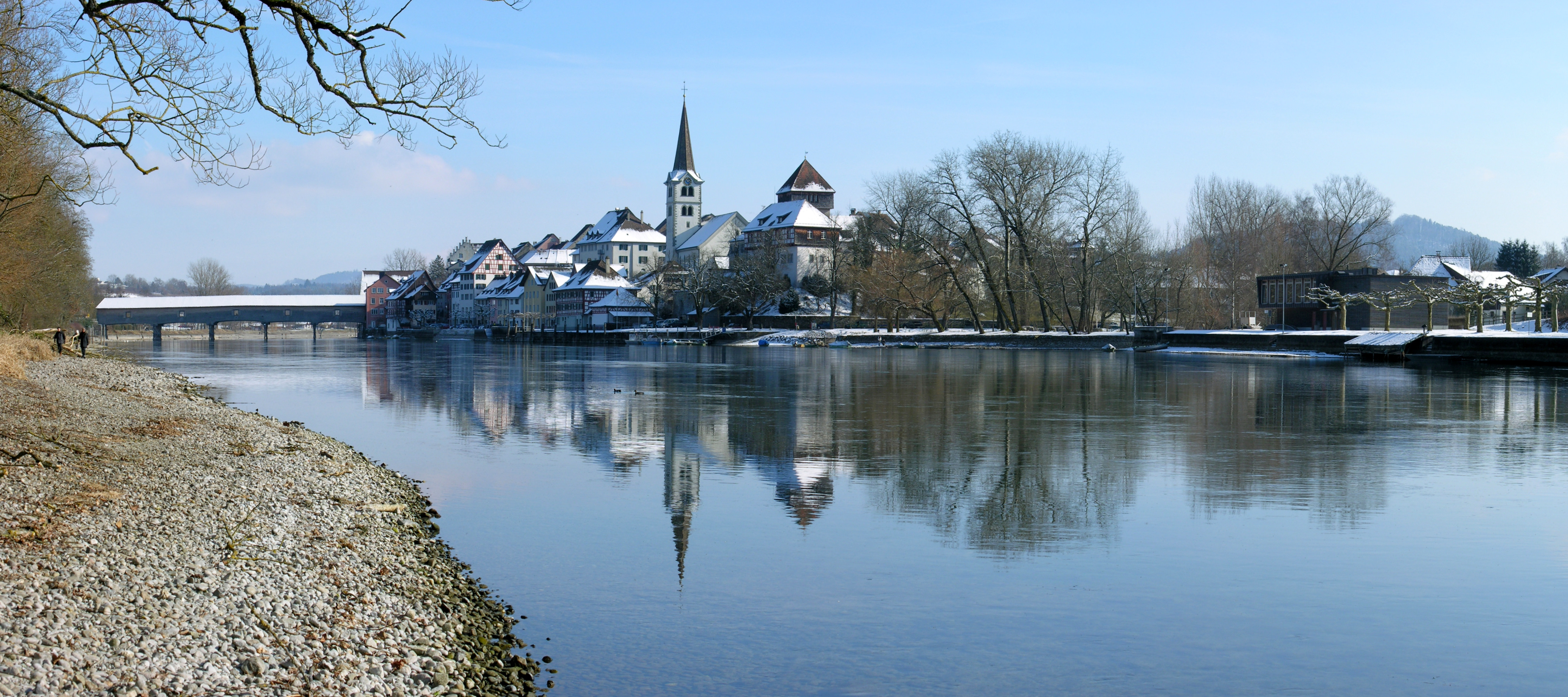

迪森霍芬是瑞士的城鎮，位於該國東北部，由圖爾高州負責管轄，面積10.12平方公里，海拔高度397米，2011年人口3,457，其中四成居民信奉基督教。

迪森霍芬 - Diessenhofen
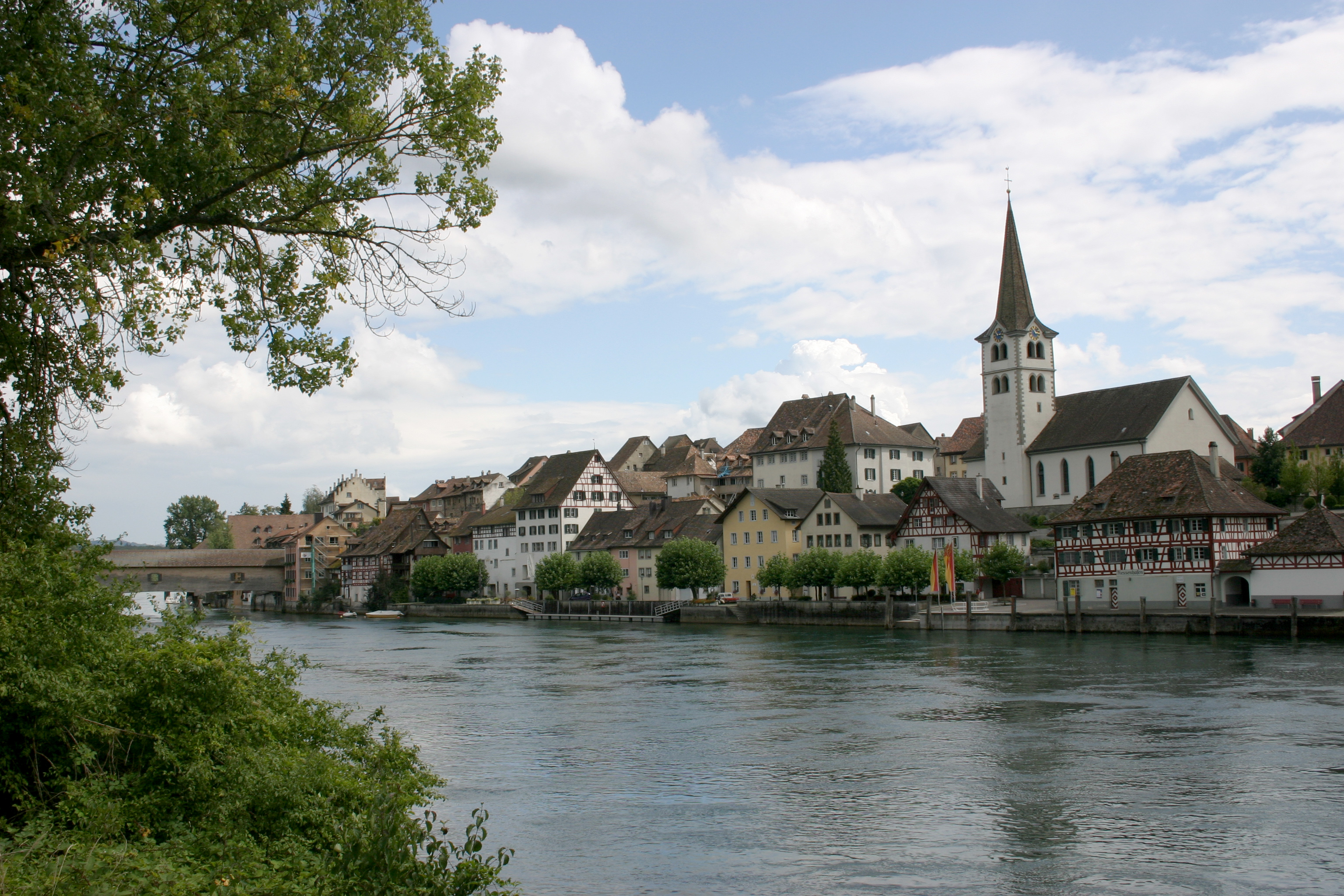
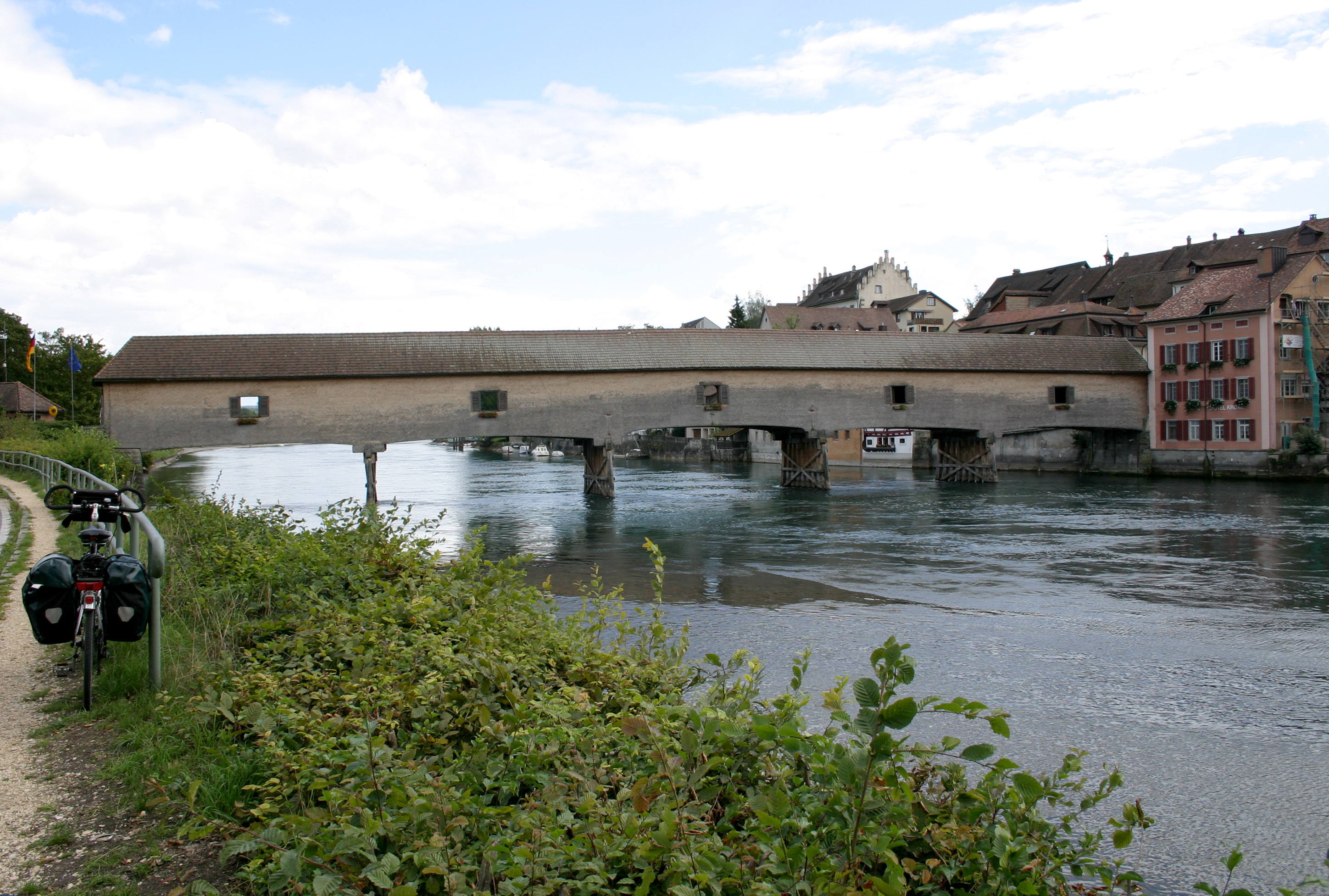
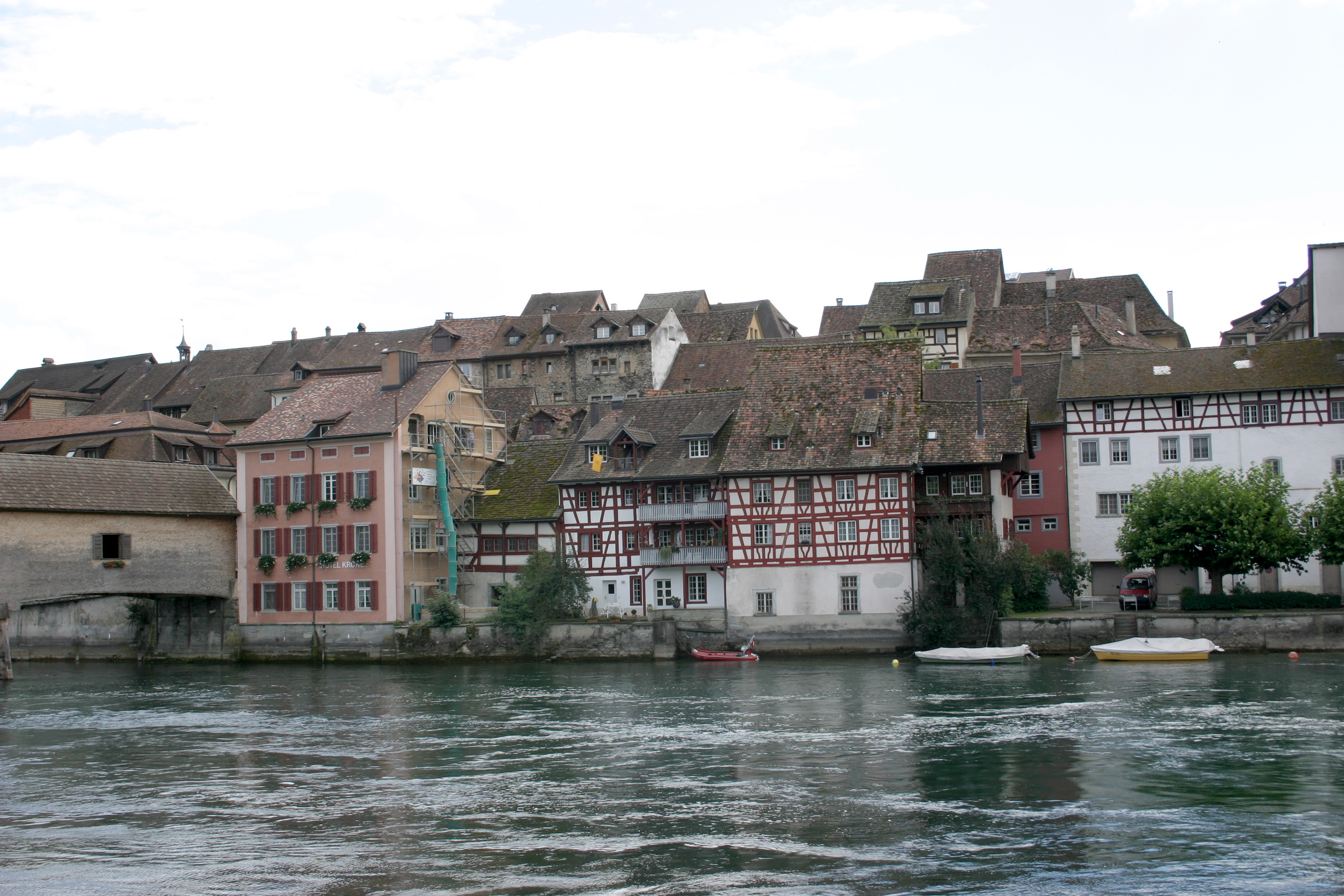
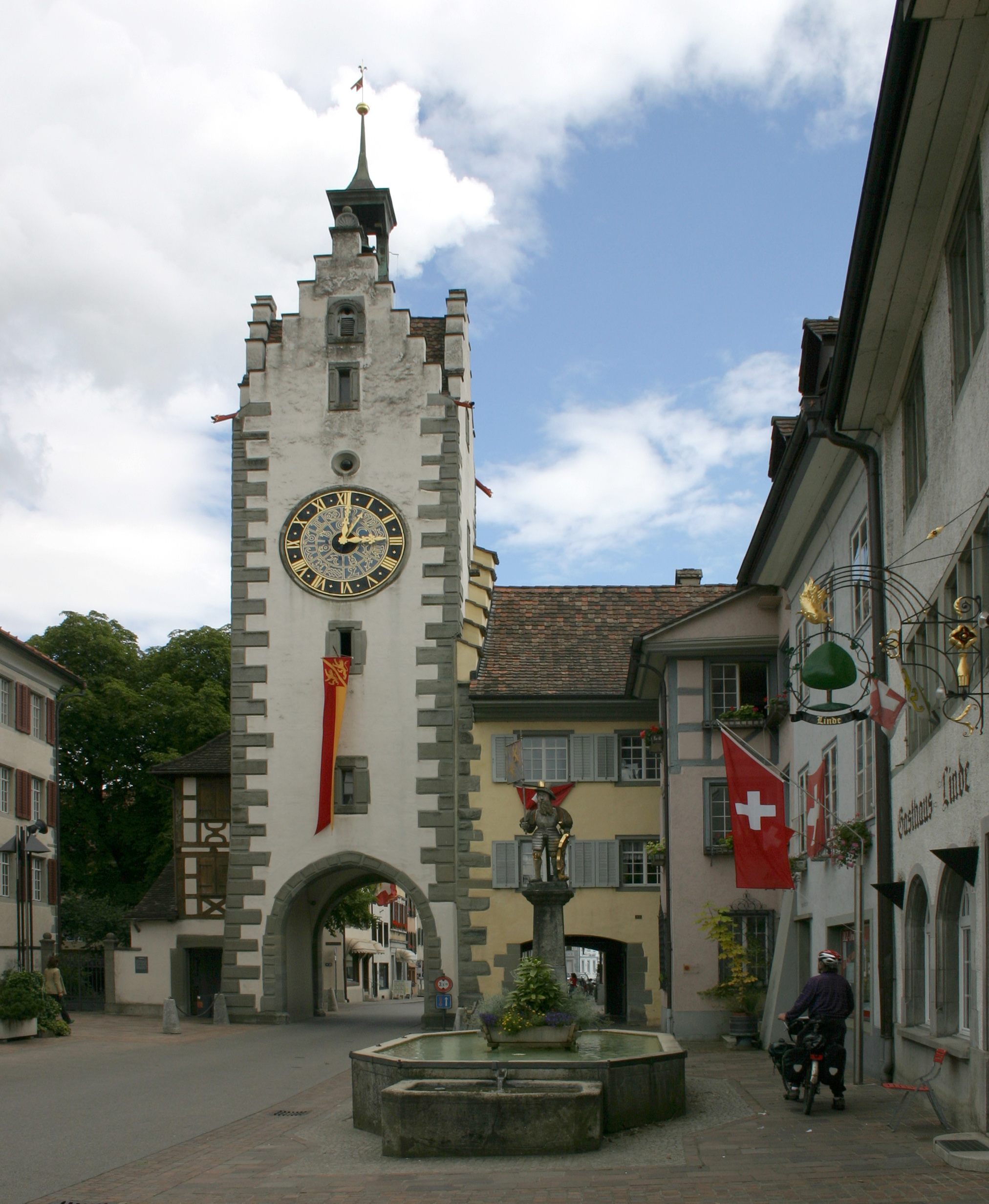